# ملاشیه سه
ملاشیه سه، روستایی از توابع بخش مرکزی شهرستان الاحواز در [اقلیم عربستان]است.

## جمعیت
این روستا در دهستان اسماعیلیه قرار دارد و براساس سرشماری مرکز آمار ایران در سال ۱۳۸۵، جمعیت آن ۲۶۵ نفر (۴۵خانوار) بوده‌است.